# Tore Ruud Hofstad
Tore Ruud Hofstad (Lørenskog, 9 augustus 1979) is een Noorse langlaufer. Hij vertegenwoordigde zijn vaderland op de Olympische Winterspelen 2006 in Turijn, Italië.

## Carrière
Hofstad maakte zijn wereldbekerdebuut in februari 2000 in Trondheim, in december 2001 scoorde hij in Ramsau zijn eerste wereldbekerpunten. Een maand later finishte hij in Nové Město, Tsjechië voor de eerste maal in zijn carrière in de toptien, in maart 2002 stond de Noor voor de eerste keer op het podium tijdens een wereldbekerwedstrijd. In Val di Fiemme nam Hofstad deel aan de wereldkampioenschappen langlaufen 2003, op dit toernooi veroverde hij de zilveren medaille op de achtervolging en eindigde hij als vierendertigste op de 50 kilometer vrije stijl. Samen met Anders Aukland, Frode Estil en Thomas Alsgaard sleepte hij de wereldtitel in de wacht op de 4x10 kilometer estafette. Op de wereldkampioenschappen langlaufen 2005 in Oberstdorf legde de Noor beslag op de bronzen medaille op de 15 kilometer vrije stijl. Op het onderdeel teamsprint veroverde hij samen met Tor Arne Hetland de wereldtitel, samen met Odd-Bjørn Hjelmeset, Frode Estil en Lars Berger sleepte hij de wereldtitel in de wacht op de estafette. In november 2005 boekte Hofstad in Kuusamo zijn eerste wereldbekerzege. Tijdens de Olympische Winterspelen van 2006 in Turijn eindigde de Noor samen met Jens Arne Svartedal, Odd-Bjørn Hjelmeset en Frode Estil als vijfde op de 4x10 kilometer estafette. In het Tsjechische Liberec nam Hofstad deel aan de wereldkampioenschappen langlaufen 2009, op dit toernooi eindigde hij als vierendertigste op de 30 kilometer achtervolging. Op de estafette legde hij samen met Eldar Rønning, Odd-Bjørn Hjelmeset en Petter Northug beslag op de wereldtitel.

## Resultaten

### Olympische Spelen
| Jaar | Plaats | Resultaten           |
| ---- | ------ | -------------------- |
| 2006 | Turijn | 5e 4x10 km estafette |

### Wereldkampioenschappen
| Jaar | Plaats        | Resultaten                                                         |
| ---- | ------------- | ------------------------------------------------------------------ |
| 2003 | Val di Fiemme | 20 km achtervolging · 34e 50 km (vrije stijl) · 4x10 km estafette  |
| 2005 | Oberstdorf    | 15 km (vrije stijl) · Teamsprint (vrije stijl) · 4x10 km estafette |
| 2009 | Liberec       | 34e 30 km achtervolging · 4x10 km estafette                        |

### Wereldbeker

#### Eindklasseringen
| Seizoen   | Plaats | Punten |
| --------- | ------ | ------ |
| 2001/2002 | 37e    | 128    |
| 2002/2003 | 50e    | 75     |
| 2003/2004 | 36e    | 169    |
| 2004/2005 | 48e    | 92     |
| 2005/2006 | 48e    | 111    |
| 2006/2007 | 31e    | 166    |
| 2007/2008 | 134e   | 11     |
| 2008/2009 | 71e    | 74     |

#### Wereldbekerzeges
| Datum            | Plaats  | Onderdeel           |
| ---------------- | ------- | ------------------- |
| 27 november 2005 | Kuusamo | 15 km (vrije stijl) |